# Luật động vật
Luật động vật hay luật về động vật hay pháp luật về động vật là hệ thống pháp luật có nội dung quy định liên quan đến các loài động vật. Luật động vật gồm có sự kết hợp giữa luật thành văn và án lệ, trong đó có phạm vi điều chỉnh và đối tượng tác động của pháp luật hướng đến các vấn đề về phương diện thiên nhiên-pháp lý, xã hội hoặc sinh học-của động vật không phải con người. Luật động vật bao gồm các loài vật nuôi hay súc vật, tức là các động vật đã thuần hóa hoặc các loài động vật hoang dã hay động vật bán thuần hóa, kể cả các động vật gồm thú cưng, gia súc, gia cầm, động vật cảnh (sinh vật cảnh), động vật trong thể thao, động vật nuôi lấy sản phẩm và động vật trong nghiên cứu. 

## Phạm vi
Các vấn đề luật động vật bao gồm một loạt các phương pháp tiếp cận-từ các khám phá mang tính triết lý về quyền của động vật đến các cuộc thảo luận thực dụng về quyền của những người sử dụng động vật, những người đã từng kiện khi một con vật bị xâm hại theo cách vi phạm luật pháp và cấu thành sự tàn ác hợp pháp khi ngược đãi động vật, rồi các vấn đề cụ thể về phúc lợi động vật. Luật về giới động vật thẩm thấu vào và ảnh hưởng đến hầu hết các lĩnh vực truyền thống của pháp luật - bao gồm cả các luật về tội phạm hình sự, hợp đồng dân sự-kinh tế-thương mại, vi phạm hành chính và hiến pháp. 

## Thể chế
Ngày càng có nhiều hiệp hội thanh liên bang và địa phương có các ủy ban luật động vật. Quỹ bảo vệ pháp lý động vật được thành lập bởi luật sư Joyce Tischler vào năm 1979 như là tổ chức đầu tiên dành riêng cho việc thúc đẩy lĩnh vực luật động vật và sử dụng luật bảo vệ cuộc sống và thúc đẩy phúc lợi của động vật. Những thay đổi pháp lý gần đây bị ảnh hưởng bởi các nhà hoạt động nhân quyền về chiến dịch để thay đổi tình trạng của động vật là tài sản, các nhà hoạt động nhân quyền đã chứng kiến sự thành công ở một số nước. Năm 1992, Thụy Sĩ đã sửa đổi hiến pháp của mình để thừa nhận răng động vật là vị trí khi chúng sinh và không phải là một đồ vật. Tuy nhiên, vào năm 1999, hiến pháp Thụy Sĩ đã được viết lại hoàn toàn.
Một thập kỷ sau, Đức là quốc gia đã có quy định bảo đảm quyền đối với động vật trong một đợt sửa đổi hiến pháp năm 2002, và từ đó nước này đã trở thành thành viên Liên minh châu Âu đầu tiên làm như vậy. Bộ luật Dân sự Đức đã được sửa đổi tương ứng vào năm 1997 để cho tương thích đồng bộ. Năm 2015, Đại hội đồng Quebec đã thông qua một sửa đổi của Bộ luật dân sự Quebec theo động vật tình trạng của chúng sinh ra thay vì tài sản, như trước đây. Việc sửa đổi, tuy nhiên, đã không có nhiều tác động trong thực hành pháp luật của Đức được nêu ra.
Thành công lớn nhất của các nhà hoạt động về quyền lợi động vật chắc chắn là việc cấp các quyền cơ bản cho năm loài khỉ lớn ở New Zealand vào năm 1999. Việc sử dụng chúng hiện nay bị cấm trong nghiên cứu, thử nghiệm hoặc giảng dạy. Chính phủ Anh cấm các thí nghiệm trên những con khỉ lớn vào năm 1986. Một số quốc gia khác cũng đã cấm hoặc hạn chế nghiêm trọng việc sử dụng những con vượn lớn không phải con người trong nghiên cứu. Ở cấp độ bang Thụy Sĩ, một luật sư động vật, Antoine Goetschel, được chính phủ bang tuyển dụng để đại diện cho lợi ích của động vật trong các trường hợp ngược đãi động vật. Trung tâm Luật Động vật Anh (A-law) là tổ chức từ thiện về luật động vật hàng đầu của Vương quốc Anh. 